# 奧地利政治
奧地利是一個聯邦制的民主國家。聯邦總理是奧地利的政府首腦，聯邦總統是奧地利的國家元首，奧地利議會則是奧地利的立法機關。

## 歷史
奧地利的前身奧匈帝國是一個君主立憲制國家。第二次世界大戰戰前時期，奧地利第一共和國在政治上做了很多改革，但後來被納粹德國佔領及實現「德奧合併」。二戰後奧地利成為一個聯邦共和國，因作為歐洲及冷戰期間兩大陣營的緩衝區，奧地利成為中立國，沒有加入北大西洋公約組織及華沙公約組織。
自1945年以來，保守派、中間偏右的奧地利人民黨和中間偏左的社會民主黨是奧地利政壇的兩大政黨。兩大政黨在大部分時間一直聯合執政，分別是1945年－1966年，1986年－2000年及2007年至今。
近年，右派民粹主義的奧地利自由黨崛起，成為奧地利第一大黨及最大反對黨。該黨反對歐盟及反對移民的政綱，獲不少鄉郊的人民支持。